# Nanowar of Steel
Nanowar of Steel (Eigenschreibweise NanowaR of Steel) ist eine komödiantische, italienische Heavy-Metal-Band aus Rom. 2003 als Nanowar gegründet, als Verballhornung der Band Manowar, folgte 2006 eine Namensänderung in Nanowar of Steel, in Anspielung an die italienische Power-Metal-Band Rhapsody, die ihren Namen nach einem Rechtsstreit in Rhapsody of Fire ändern musste.
Die Musikgruppe setzte sich früh zum Ziel, die Metal-Subkultur, samt diverser Subgenres und Klischees zu parodieren, dabei speziell den True Metal, da die Ernsthaftigkeit vieler Interpreten von ihnen als albern wahrgenommen würde.

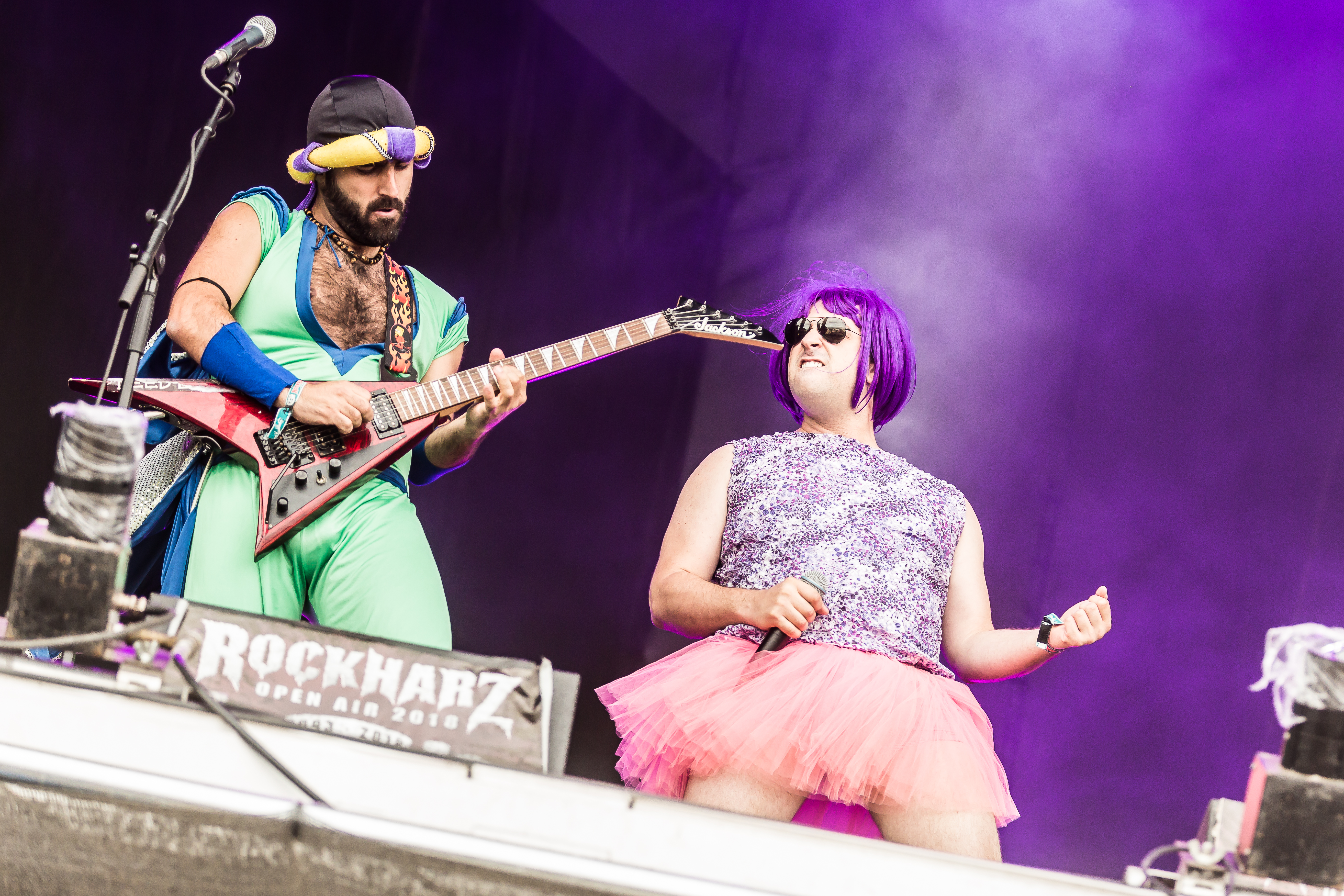
Live (2018)

## Bandgeschichte
Nach zwei Demos veröffentlichten Nanowar of Steel 2005 ihr Debütalbum Other Bands Play, Nanowar Gay! über den Online-Musikdienst Jamendo unter der Creative-Commons-Lizenz. Für das Nachfolgealbum Into Gay Pride Ride wählte die Gruppe den gleichen Vertriebsweg. Die Popularität in Italien steigerte sich und 2013 kooperierte man mit der pseudopolitischen Spaßbewegung Feudalesimo e Liberta, die sich für eine Restauration des Feudalismus einsetzt.
Nachdem alle bisherigen Veröffentlichungen im Eigenvertrieb erfolgten, wurde ihr fünftes Studioalbum, Stairway to Valhalla, 2018 erstmals durch ein Label, Audioglobe, veröffentlicht. Inzwischen steht die Band bei Napalm Records unter Vertrag.
Musikalisch parodierte man stets bekannte Metallieder wie Master of Puppets (als Master of Pizza), Emerald Sword (als Emerald Fork) oder The Number of the Beast (als The Number of the Bitch) oder erschuf eigene Lieder mit Nonsens-Texten, in diversen, ebenfalls parodierten Metal- und Hardrock-Stilen, die die Band durch bekannte Pop-Hooklines ergänzt oder mit fremden Musikrichtungen paart. Das 2019 veröffentlichte Norwegian Reggaeton etwa parodiert die norwegische Black-Metal-Szene, vermischt musikalisch Hard Rock mit Reggaeton. Barbie – Milf Princess of the Twilight, mit Fabio Lione als Gastsänger, imitiert den Stil von Rhapsody of Fire, das Lied And Then I Noticed That She Was a Gargoyle die Power-Balladen der 1980er, Uranus den Glam Metal. Valhallelujah mischt Power Metal und Gospel und persifliert die genreübliche Begeisterung für nordische Mythologie als Liebeserklärung an IKEA. Bei diesem Lied wirkte zudem Angus McFife von Gloryhammer mit, im Musikvideo verkörpert er Odin.
Fabian Bernhardt von metal.de empfiehlt Nanowar of Steel jenen, denen „vergleichbare Bands zu platt sind“, und lobt die Band für ihr „feinsinniges Portrait eines ganzen Genres“. Obwohl musikalisch „gut gemacht“, spaltet der Humor jedoch die Gemüter: „Es ist dieser tiefe Schwachsinn, der seine humoristische Wirkung aus Verzweiflung zieht. Man lacht, weil es ausweglos ist. Ein Trommelfeuer perfide geplanten Unsinns.“
Im Januar 2021 verkündete die Band, dass sie aufgrund der finanziellen Einbußen durch die Corona-Epidemie ihren Musikstil komplett Richtung Italopop ändern würde, um einer breiteren Masse zugänglich zu sein. Das im Februar 2021 veröffentlichte Musikvideo Formia sollte dabei gezielt bisherige Fans enttäuschen, was sich letztlich als Scherzaktion entpuppte. Im April 2021 veröffentlichte die Gruppe – als Parodie des Pirate Metal – die Vorabsingle ihres angekündigten Albums Italian Folk Metal, das Lied Der Fluch des Käpt’n Iglo, gleichzeitig auf Deutsch – nach Schwanzwald ihr zweites deutschsprachiges Lied – wie auch auf Italienisch als La Maledizione di Capitan Findus.
Das 2021 veröffentlichte Album Italian Folk Metal wurde zwiespältig aufgenommen. Die Seite stormbringer.at lobt „verflucht starke metallische Interpretationen von Klassikern der italienischen Folklore“ und dass sich die Band zu einem „musikalisch ernstzunehmenden Gegner für die oberen Ligen des melodischen Powermetals“ gemausert habe. Sebastian Kessler vom Metal Hammer kritisiert hingegen, dass es sich die Gruppe mit einem (ausgenommen zwei Bonusliedern) rein italienischsprachigen Album „unnötig schwer“ mache. Es sei wie Feuerschwanz oder J.B.O., nur verstünde man die Texte nicht. Zwar lobt er das „parodistische Unwesen“, mit dem Nanowar of Steel Metalklischees durch den Kakao ziehe, aber ohne verständlichen Wortwitz bliebe nur „aufgekratzter Power Metal mit Folk-Einflüssen übrig, einzuordnen zwischen Rhapsody Of Fire, Alestorm und Trollfest“.
Am 10. März 2023 erschien das Album Dislike to False Metal via Napalm Records. Mit Helloworld.java veröffentlichte die Band 2024 einen Song in der Programmiersprache Java.

## Diskografie

### Alben
- 2005: Other Bands Play, Nanowar Gay!
- 2005: Triumph of True Metal of Steel – 2005 True Edition
- 2007: Made in Naples (Live-Album)
- 2010: Into Gay Pride Ride
- 2014: A Knight at the Opera
- 2018: Stairway to Valhalla (2020 als „Re-Issue“)
- 2021: Italian Folk Metal
- 2023: Dislike to False Metal
- 2024: XX Years of Steel

### EPs
- 2015: Tour-Mentone Vol.I

### Kompilationen
- 2007: Promotional Compilation 2007
- 2024: XX Years of Steel

### Singles
- 2018: The Call of Cthulhu
- 2018: Barbie Milf Princess Of The Twilight (feat. Fabio Lione)
- 2019: Vegan Velociraptor
- 2019: And Then I Noticed That She Was a Gargoyle
- 2019: Norwegian Reggaeton
- 2019: Valhallelujah (feat. Angus McFife)
- 2020: Sneeztem of a Yawn
- 2020: Uranus (feat. Michael Starr)
- 2020: In The Sky
- 2021: Der Fluch des Käpt’n Iglo/La Maledizione di Capitan Findus
- 2021: Gabonzo Robot (feat. Dr. Piro)
- 2021: La Polenta Taragnarock
- 2022: Armpits of Immortals (feat. Ross the Boss)
- 2023: Winterstorm in the Night (feat. Madeleine Liljestam)
- 2023: Disco Metal
- 2023: Pasadena 1994 (feat. Joakim Brodén)
- 2024: Afraid to shoot into the eyes of a stranger in a strange land
- 2024: Das rote Pferd (Markus Becker & Mallorca Cowboys Cover)
- 2024: Stormwarrior of the Storm
- 2024: Helloworld.java

### Demos
- 2003: True Metal of the World
- 2003: Triumph of True Metal of Steel